# Kroksjön (Älgarås socken, Västergötland)
Kroksjön är en sjö i Töreboda kommun i Västergötland och ingår i Göta älvs huvudavrinningsområde. Sjön har en area på 0,177 kvadratkilometer och ligger 121,1 meter över havet. Sjön avvattnas av vattendraget Krokabäcken.

## Delavrinningsområde
Kroksjön ingår i det delavrinningsområde (652021-141169) som SMHI kallar för Utloppet av Kroksjön. Medelhöjden är 132 meter över havet och ytan är 4,4 kvadratkilometer. Det finns inga delavrinningsområden uppströms utan avrinningsområdet är högsta punkten. Krokabäcken som avvattnar avrinningsområdet har biflödesordning 4, vilket innebär att vattnet flödar genom totalt 4 vattendrag innan det når havet efter 269 kilometer. Delavrinningsområdet består mestadels av skog (79 procent). Avrinningsområdet har 0,18 kvadratkilometer vattenytor vilket ger det en sjöprocent på 4 procent.